# StarCraft II: Nova Covert Ops
StarCraft II: Nova Covert Ops là một gói nhiệm vụ chơi đơn nội dung tải về (DLC) của tựa game chiến lược thời gian thực khoa học viễn tưởng quân sự StarCraft II: Wings of Liberty. Bao gồm chín nhiệm vụ, game được phát hành trong suốt ba phần dưới dạng DLC, với ba nhiệm vụ trong mỗi gói có thể mua riêng biệt. Gói nhiệm vụ đầu tiên được phát hành vào ngày 29 tháng 3 năm 2016, gói nhiệm vụ thứ hai được phát hành vào ngày 2 tháng 8 năm 2016 và gói nhiệm vụ cuối cùng được phát hành vào ngày 22 tháng 11 năm 2016.
Cốt truyện tập trung vào kết cuộc của StarCraft II: Legacy of the Void, lấy bối cảnh sau khi kết thúc vào năm 2508. Nhân vật chính là đặc vụ psionic Nova, một nhân vật được công bố lần đầu tiên vào năm 2002 với tư cách là nhân vật chính của tựa game bị hủy bỏ StarCraft: Ghost. Sự xuất hiện đầu tiên của Nova trong một bản StarCraft lại là đơn vị điều khiển được và là trọng tâm của nhiệm vụ "Ghost of a Chance" của StarCraft II, nhưng được giới thiệu chính thức cho toàn bộ sự hiểu biết và truyền thuyết trong truyện tranh và tiểu thuyết. Các chủ đề và địa điểm từng được viếng thăm trước đó, bao gồm cả các chủ đề gộp luôn bản gốc StarCraft.
Giới phương tiện truyền thông ngành công nghiệp game nhận xét rằng các gói nhiệm vụ này là sự đại diện cho StarCraft: Ghost bị hủy bỏ, mặc dù Blizzard phủ nhận rằng câu chuyện chưa được phát hành của trò chơi đã góp phần rất lớn vào cốt truyện của Covert Ops. Gói nhiệm vụ xoay quanh Nova, cung cấp một số chiến lược và tùy chỉnh như tàng hình và tính cơ động, tương tự như những gì StarCraft: Ghost dự tính.

## Lối chơi
Lối chơi của Nova Covert Ops vẫn giữ nguyên lối chơi chung như tựa game chính. Nova Covert Ops tập trung vào nữ anh hùng Nova, tương tự như Kerrigan trong StarCraft II: Heart of the Swarm. Là một đơn vị anh hùng, cô được ban cho những khả năng độc đáo và những đặc điểm được cải thiện, và là trọng tâm của lối chơi trong game. Tuy nhiên, rất nhiều sự độc quyền và lựa chọn có mặt trong tùy chỉnh của Nova, so với những đường đi nước bước đa dạng và tích lũy hơn của Kerrigan. Nova thường được cho có sức chịu đựng, tung đòn thiệt hại và khả năng cao hơn các đơn vị khác. Công nghệ mới và vũ khí có sẵn cho Nova và các đơn vị khác được mở khóa trong game, dù đôi lúc chúng được mở khóa tự động hoặc sau khi hoàn thành đủ nhiệm vụ. Trang thiết bị và nghiên cứu phải được chọn trên các thiết bị khác trong cùng một ô trống giữa các nhiệm vụ. Tuy nhiên, Nova không thể có được cấp bậc như Kerrigan, và khả năng của cô được xác định bởi các lựa chọn trang thiết bị. Chỉ trong một số khu vực của gói nhiệm vụ là Nova, đơn vị duy nhất được kiểm soát. Gói nhiệm vụ này tập trung nhiều hơn vào phần chiến thuật nhưng vẫn giữ lại cơ chế xây dựng căn cứ và thu thập tài nguyên của StarCraft.
Trong các màn với những yếu tố xây dựng căn cứ địa, Nova có thể chết và hồi sinh sau khi đủ thời gian trôi qua. Tuy nhiên, trong các màn không có yếu tố cơ bản này, cái chết của Nova sẽ khiến người chơi nếm mùi thất bại. Những nhiệm vụ này, giống như các màn trong phần chơi chiến dịch StarCraft II trước đây, nhằm tránh thiết kế xây dựng và phá hủy thường thấy trong các nhiệm vụ đầu tiên của StarCraft. Các yếu tố tàng hình và đi cảnh có mặt trong những nhiệm vụ này.

## Tóm tắt

### Bối cảnh
Bối cảnh của Covert Ops diễn ra tại Đế chế Dominion dưới sự thống trị của Valerian Mengsk, kẻ nắm quyền cai trị theo cách ít chuyên chế hơn người cha quá cố của mình là Arcturus. Phản chiếu bản gốc StarCraft, phe bất đồng chính kiến đã bắt đầu bị giam giữ. Zerg thì sắp sửa tấn công trở lại. Sau những gì được coi là phản ứng không hiệu quả của chính quyền Dominion, mọi người góp sức hỗ trợ cho nhóm Defenders of Man mới thành lập. Sau kết cuộc trong bản Legacy of the Void, Tal'darim đã rũ bỏ mối liên hệ của họ với Xel'naga Amon, trong khi vẫn giữ gìn phong tục sức mạnh và cướp đoạt quyền hành cấp trên của họ. Gói nhiệm vụ diễn ra trong nhiều bối cảnh khác nhau, từ những thế giới bị cô lập, tối nghĩa, đến thủ đô vũ trụ của phe Terran, Korhal. Một số hệ sao và hành tinh tái hiện, như hệ sao Tyrador vàAntiga Prime.

### Nhân vật
Covert Ops đề cập nhiều đến các sự kiện và nhân vật được khám phá vượt ngoài game. Nhân vật chính là Nova Terra, có gốc gác quý tộc dẫn đến những con đường đan xen của cô với nhân vật phản diện chính, Carolina Davis, rất lâu trước các sự kiện của gói nhiệm vụ. Một số nhân vật định kỳ từ StarCraft II xuất hiện, cũng như các nhân vật phụ trong truyện tranh. Nova đã trở nên ít tàn nhẫn hơn từ những ngày còn là một đặc vụ bị tẩy não của Arcturus Mengsk, và được trao quyền tự chủ nhiều hơn. Một nhân vật khác là Reigel mới được giới thiệu, một cựu nhà khảo cổ/nhà khoa học chuyên tư vấn và hỗ trợ Nova xuyên suốt cuộc hành trình trong game.

### Cốt truyện
Nova tỉnh dậy ở một địa điểm không xác định, không có ký ức về quá khứ gần đây của cô. Sau khi nhận được một lời cảnh báo bỏ trốn, cuối cùng Nova cũng biết rằng cô và một số Ghost đồng nghiệp của mình đã bị bắt giữ và tẩy não bởi nhóm nổi dậy Defenders of Man. Sau khi chia tay với những người khác, Nova liên lạc với chiếc kỳ hạm của Dominion tên là Hyperion. Nova biết được từ người đứng đầu quân đội của Dominion, Đô đốc Matt Horner rằng cô ta bị truy nã vì đã đào ngũ sang nhóm phiến quân Defenders of Man. Diện kiến Hoàng đế Valerian, người vẫn giữ cô lại bên mình, Nova được giao nhiệm vụ điều tra mối liên hệ của cô với Defenders of Man và các đợt tấn công mới của loài Zerg vào không gian của con người. Nhằm hỗ trợ nhiệm vụ của Nova, cô ấy được giao quyền chỉ huy tàu vũ trụ Griffin, và một phi hành đoàn bao gồm Reigel là cấp dưới của cô. Vừa đặt chân đến khu tàn tích của quê nhà và là thủ đô cũ của Confederate mang tên Tarsonis, cô mới phát hiện ra Defenders of Man đang sử dụng đạo quân tiên phong của Confederate là Psi-Emitters để tấn công thế giới loài người và sau đó cứu họ, kích động phe đối lập kình chống Valerian khiến Dominion trở nên suy yếu hơn.
Sau khi tiếp xúc với Tal'darim Protoss, Nova được Đại thủ lĩnh Tal'darim tên là Alarak liên lạc, với lời đề nghị trợ giúp trong việc khôi phục lại ký ức của Nova nếu cô có thể giúp tiêu diệt phiến quân Tal'darim. Nova làm theo, và bắt đầu nhớ được một số ký ức trước đây của cô. Nova nhớ rằng trong khi cô bị Defenders of Man tẩy não, cô đã giúp tạo ra một số Psi-Emitters trên thế giới Dominion để thực hiện các cuộc tấn công của Zerg. Cô cũng nhớ rằng Defenders of Man nằm dưới sự lãnh đạo của Tướng Carolina Davis, một người trung thành bí mật của chế độ cũ dưới thời Arcturus Mengsk. Alarak cũng tiết lộ rằng Defenders of Man đã tấn công Tal'darim nhằm khiêu khích ông ta, và hứa sẽ đích thân ra tay trả thù kẻ này.
Nhận ra âm mưu của Davis, Valerian bèn tương kế tựu kế khi trao lời đề nghị thoái vị giả đến Davis để đánh lạc hướng cô ta. Nova thừa cơ xâm nhập vào căn cứ của Davis và ngăn cản nỗ lực của cô ta khi Valerian vạch trần tội ác của cô ta với Dominion bằng các bằng chứng mà Nova thu thập được. Kế hoạch của Davis bị vạch trần và hầu hết nhóm phiến quân Defenders of Man đã tái gia nhập Dominion. Thế nhưng Alarak, tức giận vì Defenders of Man không bị xóa sổ, bèn xuất quân tấn công Dominion, gây tổn thất nặng nề trước khi Nova và hạm đội Dominion đẩy lui hắn đi. Trong lúc bối rối, Davis đã kịp thời trốn thoát và chiếm đóng một xưởng đóng tàu của Dominion bằng một loại siêu vũ khí của Dominion được gọi là Xanthos. Nova leo lên Xanthos và giết Davis theo lệnh của Valerian. Reigel và phi hành đoàn của Griffin vẫn tỏ ra trung thành với Nova, người quyết định bảo vệ Dominion theo cách riêng của cô trong khi không bị giới hạn bởi luật lệ của phe này. Horner được Valerian chỉ huy để cho cô ấy khởi hành trong thời gian hiện tại.

## Phát triển
Từ sau kết cuộc của Legacy of the Void, người ta đã quyết định rằng việc quay trở lại với viễn cảnh Terran là điều tự nhiên. Câu chuyện được thiết kế trái ngược với phần chiến dịch của StarCraft II; những cái được coi là tuyệt vời trong phạm vi—với nó trở nên nhỏ hơn về quy mô và kỳ cục hơn, gợi lên bản gốc StarCraft. Một số tình tiết trong Covert Ops phản chiếu nội dung trong bản gốc StarCraft, bao gồm nổi loạn và sử dụng các thiết bị để điều khiển Zerg. Một tiêu điểm của gói nhiệm vụ là phân biệt giữa Nova và Kerrigan, vẽ ra những điểm tương đồng và khác biệt giữa hai người; vì hai người trước đây là những Ghost bị tẩy não, và là hai đặc vụ psionic vĩ đại nhất của loài người. James Waugh lưu ý rằng một yếu tố quan trọng của câu chuyện là sự lựa chọn—đưa ra một điểm tương đồng khác với Kerrigan, trong quá trình họ đào tẩu rời khỏi gia tộc Mengsk. Nhà văn của Legacy of the Void, James Waugh, là đạo diễn câu chuyện cho Nova Covert Ops; Valerie Watrous, đồng tác giả của Legacy of the Void, đóng vai trò là nhà văn chính. Nova Covert Ops được dự định để chứng minh sự chuyển đổi của Blizzard sang phát hành nội dung thường xuyên hơn.
Truyền thuyết nền tảng của Covert Ops đã được phát triển rộng rãi trong những năm trước đó, bao gồm tiểu thuyết và truyện tranh xoay quanh nhân vật cùng tên. Câu chuyện của Nova cũng được kế tục bởi cuốn tiểu thuyết StarCraft:Evolution, được xuất bản sau năm 2016. Ngoài ra, câu chuyện về Nova: Covert Ops được tiếp nối trực tiếp bởi loạt truyện StarCraft: Shadow Wars, cũng có sự góp mặt của Nova và Reigel.

## Phát hành
Trước lần phát hành của StarCraft II: Legacy of the Void, Covert Ops mới được công bố. Một đoạn teaser trailer được phát hành trên kênh YouTube StarCraft chính thức vào ngày 6 tháng 11. Covert Ops được phát hành dưới dạng độc lập mà không yêu cầu bất kỳ giao dịch mua StarCraft II nào trước đó. Chương cuối cùng được phát hành vào ngày 22 tháng 11 năm 2016 với bản cập nhật lớn và thêm mục chơi mạng, phiên bản 3.8.0 của trò chơi, bao gồm các bản cập nhật đáng kể cho phần chơi mạng mang tính thi đấu của trò chơi.

## Đón nhận
Các gói nhiệm vụ đã nhận được sự đón nhận chủ yếu tích cực, với lời khen ngợi dành cho lối chơi, sự đa dạng của nhiệm vụ và chất lượng âm thanh hiện tại và những lời chỉ trích đánh vào độ dài và câu chuyện của gói này. Sự đó nhận các thiết kế nhiệm vụ là hỗn hợp, với một số nhà phê bình tin rằng chúng không thường xuyên về chất lượng. Ngược lại, câu chuyện và thời lượng của các nhiệm vụ thường được đón nhận một cách tiêu cực. Trạng thái yêu thích của người hâm mộ Nova và sự đại diện của Covert Ops dành cho StarCraft: Ghost luôn được nhắc đến. IGN lưu ý rằng câu chuyện về các gói hai nhiệm vụ đầu tiên thì như được thực hiện kém cỏi và độ dài của chúng thì lại quá ngắn.
Gaming Trend chỉ trích việc phát hành các gói nhiệm vụ một cách đáng kinh ngạc, và cũng đặc biệt chú ý đến sự đa dạng ít hơn trong gói thứ hai, đồng thời ca ngợi phần lồng tiếng, các đoạn phim cắt cảnh và nhạc nền trong game. Chris Carter của Destructoid đã nhận xét về điểm nhấn của Covert Ops chính là Nova và ca ngợi các tính năng tùy biến nhưng chỉ trích câu chuyện tỏ ra không phù hợp với tông màu tối tăm của dòng game này, gọi đoạn kết là "hơi quá gọn gàng."  James Wright của Impulsegamer đã bình luận tích cực về chất lượng và sự đánh bóng của nội dung và, trong khi lưu ý đến độ ngắn gọn của nó, gọi đó là "một add-on phải có cho tất cả người hâm mộ của StarCraft 2."